# Ферв'ю (округ Кентон, Кентуккі)
Ферв'ю (англ. Fairview) — місто (англ. city) в США, в окрузі Кентон штату Кентуккі. Населення — 144 особи (2020).

## Географія
Ферв'ю розташований за координатами 38°59′57″ пн. ш. 84°29′0″ зх. д. / 38.99917° пн. ш. 84.48333° зх. д. (38.999132, -84.483353).  За даними Бюро перепису населення США в 2010 році місто мало площу 1,91 км², з яких 1,89 км² — суходіл та 0,02 км² — водойми.

## Демографія
Згідно з переписом 2010 року, у місті мешкали 143 особи в 60 домогосподарствах у складі 38 родин. Густота населення становила 75 осіб/км².  Було 67 помешкань (35/км²).
Расовий склад населення:
| - 100,0 % — білих |

До двох чи більше рас належало 0,0 %. Частка іспаномовних становила 0,0 % від усіх жителів.
За віковим діапазоном населення розподілялося таким чином: 18,9 % — особи молодші 18 років, 67,1 % — особи у віці 18—64 років, 14,0 % — особи у віці 65 років та старші. Медіана віку мешканця становила 44,2 року. На 100 осіб жіночої статі у місті припадало 120,0 чоловіків;  на 100 жінок у віці від 18 років та старших — 127,5 чоловіків також старших 18 років.
Середній дохід на одне домашнє господарство  становив 61 275 доларів США (медіана — 56 406), а середній дохід на одну сім'ю — 64 968 доларів (медіана — 56 458). За межею бідності перебувало 6,6 % осіб, у тому числі 12,5 % дітей у віці до 18 років та 8,0 % осіб у віці 65 років та старших.
Цивільне працевлаштоване населення становило 93 особи. Основні галузі зайнятості: виробництво — 22,6 %, освіта, охорона здоров'я та соціальна допомога — 18,3 %, роздрібна торгівля — 16,1 %.